# Shepparton
Shepparton liegt im Goulburn Valley etwa 180 km nördlich von Melbourne im Bundesstaat
Victoria in Australien und ist bekannt wegen seiner landwirtschaftlichen Produkte. Der Ort ist mit etwa 31.000 Einwohnern eines der größten Provinz-Zentren im Bundesstaat Victoria.
Die ersten Siedler waren ab 1838 Joseph Hawdon und Charles Bonney, die immer hier am Goulburn River lagerten, wenn sie ihre Rinder von Albury nach Adelaide trieben.

## Bauwerke
In Shepparton existiert ein Fernmeldeturm in Stahlfachwerkbauweise mit Aussichtsplattform, der im Aussehen an den Berliner Funkturm erinnert.

## Söhne und Töchter der Stadt
- Bernard Heinze (1894–1982), Musiker, Dirigent und Musikpädagoge
- Jack Findlay (1935–2007), Motorradrennfahrer
- Margaret Twomey (* 1963), Diplomatin
- Lee Naylor (* 1971), Leichtathletin
- Louise Dobson (* 1972), Hockeyspielerin
- Brett Lancaster (* 1979), Radsportler
- Vince Lia (* 1985), Fußballspieler
- Beth Mooney (* 1994), Cricketspielerin
- Cortnee Vine (* 1998), Fußballspielerin

## Klima
|                       | Jan  | Feb  | Mär  | Apr  | Mai  | Jun  | Jul  | Aug  | Sep  | Okt  | Nov  | Dez  |   |      |
| Mittl. Tagesmax. (°C) | 32,0 | 31,1 | 27,5 | 22,5 | 17,8 | 14,2 | 13,2 | 15,0 | 18,1 | 21,6 | 26,0 | 28,6 | ⌀ | 22,3 |
| Mittl. Tagesmin. (°C) | 15,0 | 14,9 | 12,0 | 8,3  | 5,4  | 3,9  | 3,1  | 3,6  | 5,3  | 7,1  | 10,5 | 12,4 | ⌀ | 8,4  |

| 15,0 |

| 14,9 |

| 12,0 |

| 8,3 |

| 5,4 |

| 3,9 |

| 3,1 |

| 3,6 |

| 5,3 |

| 7,1 |

| 10,5 |

| 12,4 |

| 15,0 |

| 14,9 |

| 12,0 |

| 8,3 |

| 5,4 |

| 3,9 |

| 3,1 |

| 3,6 |

| 5,3 |

| 7,1 |

| 10,5 |

| 12,4 |